# 팬택 베가 엑스프레스
팬택 스카이 베가 엑스프레스(Pantech SKY VegaXpress), 약칭 팬택 스카이 베가 X는 팬택이 2010년 12월 21일에 출시한 스마트폰이다. 대한민국 시장에 출시된 스마트폰 중 최초로 DDR2 SDRAM을 장착하였으며, 720p HD 촬영이 가능한 500만 화소급 카메라를 탑재하고 있다. 이전 모델인 스카이 베가에 장착되었던 AMOLED 패널의 공급량 부족으로 TFT-LCD 화면으로 출시되었다. 2010년 12월부터 2011년 1월까지 네 가지 색상(젠틀 블랙, 퓨어 화이트, 골드 브라운, 시크릿 핑크)이 차례대로 출시되었으며 SK텔레콤, KT, LG유플러스 전용 모델로 출시되었다.

## 사양의 차이
KT용 기종(IM-A710K)과 LG유플러스용 기종(IM-A720L)의 사양에 약간의 차이가 존재한다.
|                  | IM-A710K (KT용)              | IM-A720L (LG U+용)          |
| ---------------- | ---------------------------- | --------------------------- |
| AP               | 퀄컴 스냅드래곤 S2 (MSM8255) | 퀄컴 스냅드래곤 S (QSD8650) |
| RAM              | DDR2 512MB                   | DDR 512MB                   |
| 연속통화시간     | 7시간 20분                   | 5시간 30분                  |
| 연속대기시간     | 341.7시간                    | 258시간                     |
| 카메라 LED플래시 | 있음                         | 없음                        |
| 전면 카메라 위치 | 스피커 우측                  | 스피커 좌측                 |
| 외부 연결 단자   | 통합 20핀                    | 마이크로5핀 USB             |
| 홀드 스위치      | 없음                         | 있음                        |

- 그 외에 초기화 버튼의 모양이 다르고, 두께는 0.1mm, 무게는 0.1g 차이가 있다.

이러한 스펙 차이는 2세대 스냅드래곤 AP(퀄컴 MSM8255)가 LG유플러스의 EV-DO Rev.A 통신망 규격을 지원하지 않기 때문에 생겨났다.

## 운영 체제/소프트웨어

### 안드로이드2.3.4 진저브레드
팬택은 2011년 11월 18일 자사의 홈페이지 공고를 통해 KT용 베가 X의 안드로이드 2.3.4 진저브레드 업그레이드 일정을 공지하였고, 11월 25일 자사 홈페이지의 사이버 플러스존을 통해 진저브레드 업그레이드를 공개하였다. LG유플러스용 베가 X의 업그레이드는 12월 중에 제공될 예정이라고 밝혔다. 그러나 예정을 지키지 못하고 2011년 12월 31일날 사과문을 올리고, 1월중 올리겠다는 공지를 올렸다. 하지만 결국 1월에도 업데이트를 하지 못하고, 2월중에 완성되지 않은 업그레이드가 유출 되었고, 2월 말에 정식으로 업데이트가 되었다.

## 같이 보기
- 팬택 스카이 베가 X+

## 색상
- 젠틀 블랙
- 퓨어 화이트
- 시크릿 핑크
- 골드 브라운(kt전용)